# Marinearchiv
Als Marinearchiv bezeichnen sich in Deutschland mehrere Einrichtungen und Internetseiten. Doch nur die Archive der deutschen und der österreichischen Marine durften diesen Titel amtlich für sich in Anspruch nehmen. Die Geschichte der deutschen Behörde, deren Name mehrfach geändert wurde, soll hier geschildert werden.

## Erster Weltkrieg
Die Kriegsgeschichtliche Abteilung der deutschen Marine wurde am 15. Februar 1916 im Admiralstab gebildet. Ihre Aufgabe war es, im Hinblick auf eine Dokumentation der Seekriegführung alle operativen Akten und Kriegstagebücher der Kaiserlichen Marine zu sammeln. Allerdings wurde während der Novemberrevolution 1918 geheimes oder kompromittierendes Material sowie Dokumente von neuesten entwicklungstechnischen Angelegenheiten von der Marine selbst vernichtet.

## Zwischenkriegszeit
Nach dem Ende des Ersten Weltkriegs wurden die Unterlagen der aufgelösten Marine-Dienststellen der Kriegsgeschichtlichen Abteilung zugeteilt, um ein neues Marinearchiv aufzubauen. Dieses erhielt 1919 den Namen „Leiter des Instituts für Marinegeschichte und Vorstand des Marine-Archivs“. 1921 ging die Abteilung als Marinearchiv in die Reichsmarine ein. Es unterstand bis zum 31. März 1934 der Inspektion des Bildungswesens, anschließend dem Chef der Marineleitung bzw. ab 1935 dem Oberbefehlshaber der Kriegsmarine unmittelbar. Das Marinearchiv bestand also neben dem Reichsarchiv in Potsdam als dem Zentralarchiv für alle Akten des Deutschen Reiches, das erst 1919 gegründet worden war.
Das Marinearchiv übernahm die Herausgabe einer 21 Bände umfassenden Ausarbeitung mit dem Titel Der Krieg zur See 1914–1918, die im Verlag E.S. Mittler publiziert wurde. Während das amtliche Werk des Reichsarchivs zum Ersten Weltkrieg, „Der Weltkrieg 1914–1918“, unter Aufsicht eines zivilen wissenschaftlichen Gremiums erstellt wurde, war es dem Leiter des Marinearchivs, Eberhard von Mantey, gelungen, die Darstellung des Seekrieges einer solchen Kontrolle zu entziehen. Sämtliche Bände wurden ausschließlich von aktiven oder inaktiven Offizieren bearbeitet. Das Werk fokussierte auf die Beschreibung des Einsatzes der Seestreitkräfte auf taktischer und operativer Ebene, um Grundlagen zukünftiger Führungsgrundsätze zu erhalten, leistete aber eine größtenteils unzureichende Analyse grundsätzlicher strategischer Probleme des Seekriegs – eine Schwäche des Werks, die durch seinen Aufbau noch verstärkt wurde: Die Kriegsschauplätze wurden getrennt betrachtet und die Behandlung der Wechselwirkungen des Seekriegs wurde gegenüber einzelner Methoden der Seekriegsführung vernachlässigt. Folge der durch von Mantey forcierten zügigen Bearbeitung war darüber hinaus eine fehlende kritische Auseinandersetzung mit Tirpitz’ Flottenpolitik, da sich die meisten der Autoren des Krieges zur See dem „Baumeister“ der Kaiserlichen Marine verbunden fühlten.
Bevor das Reichsarchiv den ersten Band seiner Darstellung herausbrachte, waren bis zum Herbst 1923 bereits sechs Bände von Der Krieg zur See 1914–1918 erschienen. Angesichts des schlechten Ansehens der Marine in der Öffentlichkeit sollte mit dem Werk die Erinnerung an die Leistungen der Marine im Krieg wachgehalten werden. Operationen und Gefechte der deutschen Seestreitkräfte waren detailgetreu zu beschreiben. Dabei sollten die Leistungen der Verbandsführer, Kommandanten und Besatzungen herausgestellt werden, Unzulänglichkeiten und Fehlern hingegen war mit Verständnis zu begegnen. Die fachlichen und wissenschaftlichen Probleme dieser Konzeption wurden bewusst dem Ziel untergeordnet, Berechtigung und Notwendigkeit einer deutschen Flotte zu belegen, um die Grundlagen zu ihrem Wiederaufbau zu schaffen.
Inhaltlich orientierte man sich an einem Interpretationsmuster, das Großadmiral Alfred von Tirpitz in seinen Erinnerungen (1919) vorgegeben hatte. Kritik an den Schwächen des Tirpitzschen Flottenbaus unterblieb. Die meisten Autoren neigten hingegen zu der Auffassung, dass die deutsche Flotte, wie es im ersten Band von Der Krieg in der Nordsee formuliert wurde, „infolge der Ungunst der geograpischen Lage die Schädigung des englischen und die Deckung des deutschen Überseehandels nur […] durch die Erkämpfung der Seeherrschaft in einer Reihe siegreicher Schlachten“ hätte erreichen können. Tirpitz war über wichtige Details der Bände informiert und zur aktiven Mitarbeit aufgefordert worden. Korpsgeist der verfassenden Seeoffiziere ließ Kritik an Tirpitz ebenso wenig erwarten, wie an Flottenführern wie Reinhard Scheer oder Franz von Hipper – stattdessen berücksichtigte das Marinearchiv die Einwände dieser Offiziere. Gegenüber Erich Raeder, der ab 1928 Chef der Marineleitung war, bemerkte von Mantey Jahre später, dass Tirpitz in dieser Zeit im Marinearchiv ein- und ausgegangen sei und die ersten Bände, die den Seekrieg in der Nordsee behandelten, in dessen Sinne geschrieben seien. Der Bearbeiter der Nordsee-Bände, Otto Groos, orientierte sich an der Tirpitzschen Sicht, dass es Reichskanzler Theobald von Bethmann Hollweg gewesen sei, der den Einsatz der Flotte zum richtigen Zeitpunkt verhindert habe. Diejenigen Offiziere, die nach Tirpitz’ Auffassung versagt hatten, wie der Chef der Hochseeflotte Admiral Friedrich von Ingenohl, wurden kritisiert, während alle entlastenden Aspekte, aber auch Tirpitz’ eigene, zu Beginn des Krieges keineswegs entschiedene Haltung bewusst verschwiegen wurden. Die marinegeschichtliche Sammlung wurde in dieser Zeit um Aktenbestände des Konstruktionsdepartements der Kaiserlichen Marine erweitert.
Erich Raeder sorgte dafür, dass „kritische“ Werke nicht mehr erscheinen durften. Die Darstellung des Handelskriegs mit U-Booten verzögerte sich, nachdem das erste Manuskript eines ehemaligen U-Bootkommandanten unbrauchbar war. Der neue Autor, Konteradmiral a. D. Arno Spindler, bemühte sich um eine wissenschaftlich einwandfreie Darstellung und kam zu Ergebnissen, die von den älteren Offizieren abgelehnt wurden. Der Leiter des Marinearchivs, Eberhard von Mantey, konnte nur gegen erhebliche Widerstände durchsetzen, dass der erste Band 1933 unredigiert erschien. Der vierte Band erschien erst 1941 nur für den Dienstgebrauch. Eine kritische Abhandlung von William Michaelis mit dem Titel Tirpitz’ strategisches Wirken vor und während des Weltkriegs wurde 1933 ebenso wenig veröffentlicht wie das Manuskript von Gustav Bachmann über den Admiralstab der kaiserlichen Marine.
Der Überführung der Reichsmarine in die Kriegsmarine folgte am 22. Januar 1936 die Umbenennung des Marinearchivs in Kriegswissenschaftliche Abteilung (zugleich Forschungsanstalt). Im Rahmen dieser Abteilung war das Archiv an die Forschungseinrichtung angeschlossen. Von nun an gingen auch Abgaben aus der Zeit vor 1914 sowie der Reichs- und Kriegsmarine ein. Der Abteilung wurde nach dem „Anschluss“ Österreichs auch das Kriegsmarinearchiv in Wien angeschlossen.

## Zweiter Weltkrieg
Mit Umgliederung des OKM Ende 1939 kam die Abteilung unter der Bezeichnung Skl KA vorübergehend zum Marinekommandoamt und wurde dann als Skl MKrGesch dem Chef des Stabes der Seekriegsleitung fachlich unterstellt. Die Abteilung war nicht nur mit archivarischen Aufgaben betraut, sondern auch mit der Verwahrung unabhängiger Gutachten und der Herausgabe der Zeitschrift Marine-Rundschau. Die Marine-Rundschau war erstmals im November 1890 als marinetechnische und seekriegswissenschaftliche Monatsschrift vom Nachrichtenbureau des Reichsmarineamts herausgegeben worden. Ab 1953 übernahm der nicht-amtliche Arbeitskreis für Wehrforschung die Schriftleitung, 1989 wurde die Zeitschrift eingestellt.
Am 22. November 1943 verlegte die Abteilung wegen fortgesetzter Bombenangriffe zur Sicherung der Bestände von Berlin nach Schloss Tambach bei Coburg. Die unmittelbar vor der Kapitulation befohlene Selbstzerstörung, angeordnet von dem 1942 eingerichteten Beauftragten des Führers für die militärische Geschichtsschreibung, betrafen primär das noch bei aktiven Einheiten und Dienststellen befindliche Schriftgut, nur zum Teil auch Archivgut aus dem Ersten Weltkrieg. Im Unterschied zu den anderen Teilstreitkräften Heer, Luftwaffe und Waffen-SS setzte die Kriegsmarine diesen Befehl nur zögerlich und in geringem Umfang um.

## Nachkriegszeit
Nach dem Zweiten Weltkrieg wurde das Marinearchiv in Tambach von einer Kommandoeinheit des britischen Nachrichtendiensts beschlagnahmt, die zur 3. US-Armee unter dem Befehl von George S. Patton gehörte. Unter Durchsicht der Unterlagen der Kriegsmarine sammelte ein Rechercheteam unter Leitung von Maxwell Fyfe belastendes Material, das gegenüber den ehemaligen Befehlshabern der Kriegsmarine, Raeder und Dönitz, im Rahmen der Nürnberger Prozesse zur Anklage gebracht wurde. Nach seinem Lagerungsort wurde der Bestand informell als Tambach-Archiv bezeichnet und nach London verbracht, dort auf Mikrofilm gesichert [2] und erst ab Ende der 1950er Jahre an die Bundesrepublik Deutschland und das zuständige Bundesarchiv-Militärarchiv zurückgegeben. Das in Berlin verbliebene Schriftgut der Marine, im Shell-Haus aufbewahrt, wurde geringfügig ein Opfer der Flammen; der erhaltene Großteil gelangte 1945 in russische Archive. Soweit dieses Material 1988 an das frühere Militärarchiv der DDR zurückgegeben worden ist, wurde es dann im Zuge der Auflösung des Militärischen Zwischenarchivs Potsdam (1995) vom Bundesarchiv in Freiburg/Br. übernommen. Es handelt sich dabei vor allem um Konstruktionsunterlagen und Schiffszeichnungen.
Eine Auflistung aller Bestände mit Beschreibung und Angabe von Laufzeiten und Umfang ist auf der Internetseite des Bundesarchivs unter Beständeübersicht online zu finden.

## Leitung der Abteilung
- Kapitän zur See/Vizeadmiral Eberhard von Mantey: 15. Februar 1916 bis 31. März 1933
- Konteradmiral/Vizeadmiral Kurt Aßmann: 1. April 1933 bis 28. Juni 1943
- Admiral Karlgeorg Schuster: 1. Juli 1943 bis 8. April 1945

Leiter Marine-Archiv Wien:
- Korvettenkapitän/Fregattenkapitän Maximilian Raubal: 1. Mai 1939 bis Mai 1945

## Marinearchiv als Quelle

### Amtliche Druckwerke
- Der Krieg zur See 1914–1918 Teilw. hrsg. vom Marine-Archiv / bearb. von Eberhard von Mantey; teilw. hrsg. von der Kriegswissenschaftlichen Abteilung / bearb. von Kurt Aßmann; teilw. hrsg. in Verbindung mit dem Bundesarchiv-Militärarchiv vom Arbeitskreis für Wehrforschung / bearb. von Walther Hubatsch; teilw. hrsg. vom Militärgeschichtlichen Forschungsamt / bearb. von Gerhard P. Groß. Verlag E.S. Mittler, Berlin/Bonn/Hamburg[12]

Teil 1: Der Krieg in der Nordsee
- Bd. 1. Von Kriegsbeginn bis Anf. Sept. 1914. Bearb. von Otto Groos: 1920. XV, 293 S. : Mit 60 Kt., Tab. + Anlagen.
- Bd.  1. Von Kriegsbeginn bis Anf. Sept. 1914. Bearb. von Otto Groos: 2. durchgesehene Auflage 1922. XV, 293 S. :
- Mit 61 Kt.., Tab + Anlagen
- Bd. 2. Von Anf. Sept. bis Nov. 1914. Bearb. von Otto Groos: 1922. XIV, 340, 1 S. : Mit 38 Skizzen, Kt., Tab. + Anlagen.
- Bd. 3. Vom Ende Nov. 1914 bis Anfang Feb. 1915. Bearb. von Otto Groos: 1923. XIII, 300 S. : Mit 30 Skizzen, Ktn, Tab. + Anl.
- Bd. 4. Von Anf. Febr. bis Ende Dez. 1915. Bearb. von Otto Groos: 1924. XV, 442 S. : Mit 46 Skizzen, [farb.] Ktn, Tab. + Anl.
- Bd. 5. Von Jan. bis Juni 1916. Textband. Bearb. von Otto Groos: 1925. XX, 568 S. : Mit 81 Skizzen, Ktn, Tab. u. Anlagen.
- Bd. 5a Von Jan. bis Juni 1916. Kartenband. Bearb. von Otto Groos: 1925. Mit 81 Skizzen, 43 Ktn, Tab. u. Anlagen.
- Bd. 6. Vom Juni 1916 bis Frühj. 1917. Bearb.: Walter Gladisch: 1937. 352 S. : Mit 18 Ktn. u. 19 Skizzen.
- Bd. 7. Vom Sommer 1917 bis zum Kriegsende 1918. Bearb. von Walter Gladisch: 1965. XIV, 368 S. : Mit Ktn. u. 9 Tab.
- Bd. 7. Vom Sommer 1917 bis zum Kriegsende 1918. Kritische Edition; Textband und Kartenschuber. im Auftr. des Militärgeschichtlichen Forschungsamtes bearb. und neu hrsg. von Gerhard P. Groß : 2006. VI, 486 S. ; Mit 4 Kt.-Beil.

Teil 2: Der Krieg in der Ostsee
- Bd. 1. Von Kriegsbeginn bis Mitte März 1915. Bearb. von Rudolph Firle: 1921. X, 290 S. : Mit 12 Kt. u. Tab.
- Bd. 2. Das Kriegsjahr 1915. Bearb. von Rudolph Firle: 1929. XVI, 385 S. + Mit 62 Anlagen, Kt., Skizzen u. Tab.
- Bd. 3. Von Anfang 1916 bis zum Kriegsende. Bearb. von Ernst Freiherr von Gagern: 1964. XV, 462 S. : Mit 5 Ktn. u. 14 Beilagen.

Teil 3: Der Handelskrieg mit U-Booten
- Bd. 1. Vorgeschichte. Bearb. von Arno Spindler: 1932. XII, 269 S. : 6 Textskizzen u. 2 Tab. + Mit 34 Anl.
- Bd. 2. Februar bis September 1915. Bearb. von Arno Spindler: 1933. XI, 299 S. : Mit 8 mehrfarb. Steindr. Kt. u. 10 Textskizzen.
- Bd. 3. Oktober 1915 bis Januar 1917. Bearb. von Arno Spindler: 1934. XII, 400 S. : Mit 16 mehrfarb. Steindr. Kt. u. 12 Textskizzen.
- Bd. 4. Februar bis Dezember 1917. Bearb. von Arno Spindler. Nachdr. [d. Ausg.] 1941: 1964. VI, 559 S. : Mit 15 Kt., 7 Textskizzen u. 44 Minenskizzen.
- Bd. 5. Januar bis November 1918. Bearb. von Arno Spindler: 1966. VIII, 447 S., 3 Ktn.-Beil. Mit 3 Ktn. u. zahlr. Tab.

Teil 4: Der Kreuzerkrieg in den ausländischen Gewässern
- Bd. 1. Das Kreuzergeschwader. Bearb. von Erich Raeder: 1922. Mit zahlr. Kt., Tab. u. Anl.
- Bd. 1. Das Kreuzergeschwader. Bearb. von Erich Raeder: 2. verb. Aufl. 1927. XVII, 459 S. : Mit Kt., Tab., Anl., Abb.
- Bd. 2. Die Tätigkeit des Kleinen Kreuzers Emden. Königsberg u. Karlsruhe, Geyer. Bearb. von Erich Raeder: 1923. XVI, 374 S.
- Bd. 3. Die deutschen Hilfskreuzer. Bearb. von Eberhard von Mantey: 1937. VI, 374 S. : Mit 51 Skizzen.

Teil 5: Der Krieg in den türkischen Gewässern
- Bd. 1. Die Mittelmeer-Division. Bearb. von Hermann Lorey: 1928 [Ausg. 1927]. XVI, 430 S. : Mit Skizzen, Kt. u. Anlagen.
- Bd. 2. Der Kampf um die Meerengen. Bearb. von Hermann Lorey: 1938. XI, 221 S. : Mit 16 Kt. u. 8 Skizzen.

Teil 6: Die Kämpfe der Kaiserlichen Marine in den deutschen Kolonien. Tsingtau; Deutsch-Ostafrika. Bearb. von Kurt Aßmann: 1935. XVI, 330 S., Kt. + Register.
Teil 7: Die Überwasserstreitkräfte und ihre Technik. Bearb. von Paul Köppen: 1930. XII, 314 S. + Anlagen.
- Kriegstagebuch der Seekriegsleitung 1939–1945. Ausgabe A Faksimile Edition im Auftrag des Militärgeschichtlichen Forschungsamtes und in Verbindung mit dem Bundesarchiv-Militärarchiv hrsg. von Werner Rahn und Gerhard Schreiber unter Mitw. von Hansjoseph Maierhöfer. 78 Bände. Herford, Bonn. Mittler 1988–1997.

### Mikrofilme
Mikrofilm-Ausgaben der Bibliothek für Zeitgeschichte in Stuttgart:
- Kriegstagebuch der Seekriegsleitung 1939–1945. Operationsabteilung.
- Kriegstagebuch der Seekriegsleitung 1939–1945. Chef MND (Marinenachrichtendienst).
- Kriegstagebuch der Seekriegsleitung 1939–1945. Abteilung Fremde Marinen.

### Kataloge zu Mikrofilmen
Guides to the microfilmed records of the German Navy, 1850–1945 National Archives and Records Administration. Washington:
- Bd. 1. U-boats and T-boats 1914–1918. 1984. - LVI, 355 S.
- Bd. 2. Records relating to U-boat warfare, 1939–1945. 1985. - XIX, 263 S.
- Bd. 3. Records of the German Naval High Command 1935–1945. 1999. - IX, 24 S.
- Bd. 4. Records of the German Navy operational commands in World War II. 2005. - XXVI, 170 S.;
- Bd. 5. Pre-World War I records of the imperial German Navy and its predecessors, 1822–1919. 2006. - XXIV, 51 S.